# Бајерс (Тексас)
Бајерс (енгл. Byers) град је у америчкој савезној држави Тексас. По попису становништва из 2010. у њему је живело 496 становника.

## Демографија
Према попису становништва из 2010. у граду је живело 496 становника, што је 21 (4,1%) становника мање него 2000. године.
| Група             | 2000.       | 2010.       |
| Белци             | 481 (93,0%) | 460 (92,7%) |
| Афроамериканци    | 0 (0,0%)    | 5 (1,0%)    |
| Азијати           | 0 (0,0%)    | 0 (0,0%)    |
| Хиспаноамериканци | 13 (2,5%)   | 9 (1,8%)    |
| Укупно            | 517         | 496         |